# Dmitri Yatchenko
Dmitri Ivanovitch Yatchenko (en russe : Дмитрий Иванович Ятченко), né le 25 août 1986 à Moscou, est un footballeur russe, évoluant au poste de défenseur.

## Carrière
Frère jumeau de Yevgeni Yatchenko, Dmitri est formé au Dynamo Moscou. Comparé à son frère, il quitte Moscou pour rejoindre le Spartak Naltchik en janvier 2006, parachevant sa formation. Il joue ses premiers matchs en professionnels lors de la saison 2007, le Spartak Nalchik se classant dans le ventre mou du championnat.
Le 28 décembre 2009, Yatchenko signe avec le Terek Grozny un contrat d'une durée de deux ans. En 2011, il apparaît, à une reprise, sous le maillot de la sélection B de Russie, contre l'équipe espoirs de la Biélorussie. L'équipe B russe est dissoute en 2012.

## Statistiques
| Saison                | Club                  | Championnat           | Championnat | Championnat | Coupe(s) nationale(s) | Coupe(s) nationale(s) | Total | Total |
| Saison                | Club                  | Division              | M.          | B.          | M.                    | B.                    | M.    | B.    |
| 2007                  | Spartak Naltchik      | D1                    | 18          | 0           | 2                     | 0                     | 20    | 0     |
| 2008                  | Spartak Naltchik      | D1                    | 29          | 0           | 1                     | 0                     | 30    | 0     |
| 2009                  | Spartak Naltchik      | D1                    | 24          | 0           | 1                     | 0                     | 25    | 0     |
| Sous-total            | Sous-total            | Sous-total            | 71          | 0           | 4                     | 0                     | 75    | 0     |
| 2010                  | Terek Grozny          | D1                    | 30          | 0           | -                     | -                     | 30    | 0     |
| 2011-2012             | Terek Grozny          | D1                    | 39          | 0           | 2                     | 0                     | 41    | 0     |
| 2012-2013             | Terek Grozny          | D1                    | 25          | 0           | 2                     | 0                     | 27    | 0     |
| 2013-2014             | Terek Grozny          | D1                    | 7           | 0           | 1                     | 0                     | 8     | 0     |
| Sous-total            | Sous-total            | Sous-total            | 101         | 0           | 5                     | 0                     | 106   | 0     |
| 2013-2014             | Krylia Sovetov Samara | D1                    | 11          | 0           | -                     | -                     | 11    | 0     |
| 2014-2015             | Krylia Sovetov Samara | D1                    | 29          | 1           | 3                     | 1                     | 32    | 2     |
| 2015-2016             | Krylia Sovetov Samara | D1                    | 18          | 0           | 1                     | 0                     | 19    | 0     |
| 2016-2017             | Krylia Sovetov Samara | D1                    | 28          | 2           | 1                     | 0                     | 29    | 2     |
| 2017-2018             | Krylia Sovetov Samara | D2                    | 32          | 6           | 2                     | 0                     | 34    | 6     |
| Sous-total            | Sous-total            | Sous-total            | 118         | 9           | 7                     | 1                     | 125   | 10    |
| 2018-2019             | Ienisseï Krasnoïarsk  | D1                    | 22          | 2           | 2                     | 0                     | 24    | 2     |
| 2019                  | Dinamo Minsk          | D1                    | 13          | 2           | 1                     | 0                     | 14    | 2     |
| Sous-total            | Sous-total            | Sous-total            | 35          | 4           | 3                     | 0                     | 38    | 4     |
| Total sur la carrière | Total sur la carrière | Total sur la carrière | 325         | 13          | 19                    | 1                     | 344   | 14    |